# LKMVP
LKMVP (чеш. lehky kanonovy motorovy vuz pasovy) — чехословацкий тягач-транспортёр противотанкового орудия, оснащённый 47-мм пушкой.

## История
К середине 1930-х годов танкостроительная промышленность Чехословакии завоевала стабильную репутацию, а особо она прославилась благодаря строительству танков модельного ряда Š-II. К опыту чехословацких коллег обращались как немецкие, так и советские специалисты.
Но с танками других типов дела обстояли не столь хорошо, так как тяжёлые машины были слишком дорогими и долго проектировались. С самоходными установками также были проблемы, так как противотанковая S-I-D и зенитная PUV-6 были неудачно спроектированы.
В начале 1938 года был построен опытный образец весьма интересного артиллерийского транспортёра, получившего обозначение LKMVP. За основу при его проектировании было взято шасси от экспортной САУ Š-I-j (значительно модифицированный вариант Š-I-D). Корпус самоходки был клёпаным и собирался из листов катаной брони. В передней части корпуса был выполнен отсек для перевозки 47-мм противотанкового орудия Škoda A5. Расчёт делался на то, что экипаж транспортёра мог бы вести стрельбу, не выкатывая орудие на землю. Это делало прототип уникальным.
Единственный прототип не успел пройти полный цикл испытаний, когда в марте 1939 года Чехословакия была оккупирована немецкими войсками. Захваченный в качестве трофея LKMVP перешёл в руки Waffen SS и был оправлен в Германию. О его дальнейшей судьбе сведений нет.